# José Francisco Sasía
José Francisco Sasía (Treinta y Tres, 27 de desembre de 1933 - Montevideo, 18 de setembre de 1996) fou un futbolista uruguaià dels anys 1960 i 1970 i posteriorment entrenador. Era conegut amb el sobrenom de El Pepe Sasía.

## Trajectòria
Pel que fa a clubs, destacà principalment a Defensor i Peñarol. Amb aquest darrer guanyà tres campionats nacionals, una copa Libertadores i una Intercontinental a principis dels anys 1960. També jugà a altres clubs uruguaians i argentins com Nacional, Boca Juniors, Rosario Central, així com a l'Olimpia paraguaià.
Amb la selecció de l'Uruguai jugà 44 partits i marcà 12 gols. Hi debutà el 24 de juny de 1956 a l'estadi de Maracanã enfront Brasil i el seu darrer partit fou el 19 de juliol de 1966 enfront Mèxic a Wembley. Participà en dos Mundials: 1962 i 1966.
Un cop retirat exercí d'entrenador, principalment a clubs de Sud-amèrica. A Europa fou entrenador de l'Aris Salònica FC.

## Palmarès

### Com a jugador
Peñarol
- Campionat uruguaià de futbol:
  - 1961, 1962, 1963
- Copa Libertadores de América:
  - 1961
- Copa Intercontinental de futbol:
  - 1961

Olimpia
- Lliga paraguaiana de futbol:
  - 1969

Uruguai
- Copa Amèrica de futbol:
  - 1959